# Collageen

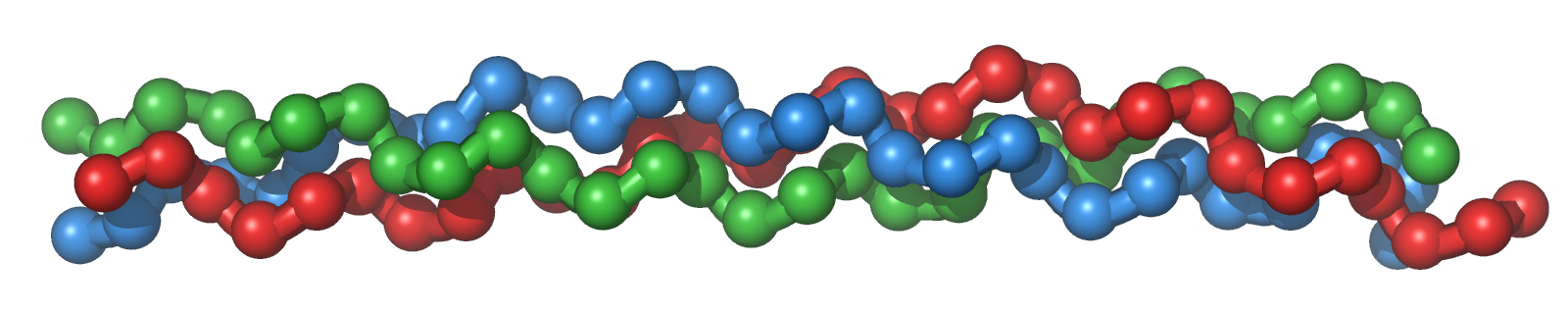
Drievoudige helix structuur van tropocollageen, die de basis vormt voor collageenvezels

Collageen, Grieks: κολλώ, kólla, samenbinden en de uitgang: -γέν, -gen, producerend, is een lijmvormend eiwit dat een zeer belangrijk onderdeel vormt van het bindweefsel in het lichaam van mensen en dieren. Er zijn in totaal meer dan 28 verschillende typen collageen, maar de typen I tot en met IV zijn verreweg het belangrijkst en komen het meeste in het menselijke lichaam voor. Van het totale aantal collagenen is 90% het type I. Huid, botten, pezen, kraakbeen en tanden bestaan grotendeels uit collageen.

## Huid
Collageen is het hoofdbestanddeel van het losmazige bindweefsel in de menselijke huid. Het vormt een groot deel van de dermis. Het vormt mede de extracellulaire matrix. Collageen is verantwoordelijk voor stevigheid en elasticiteit van de huid. Tijdens het vernieuwingsproces van de huid wordt op jonge leeftijd voldoende collageen gemaakt om de huid jong, stevig en soepel te houden, maar na het 25e levensjaar neemt de productie van collageen gestaag af. Hierdoor veroudert de huid en ontstaan er rimpels, de huid wordt slapper en effecten van buitenaf hebben een grotere invloed op de huid.

## Opbouw van collageen
Collageen is in feite een supramoleculaire structuur. Ze is opgebouwd uit met elkaar verbonden tropocollageeneenheden, die op hun beurt bestaan uit drie met elkaar verstrengelde polypeptideketens. Deze polypeptideketens zijn de meest fundamentele bouwstenen van het collageen en bestaan uit herhalingen van een aminozuurmotief: glycine-X-Y. Hierbij is het aminozuur op de X-positie meestal proline en op de Y-positie meestal hydroxyproline. Hydroxylysine, alanine, arginine, glutaminezuur en asparaginezuur komen ook in significante hoeveelheden voor.
De individuele polypeptideketens nemen een linksdraaiende helixstructuur aan, met maar drie aminozuren per winding. Dit is een gevolg van de conformationele restricties die door de aanwezigheid van proline worden opgelegd. Het tropocollageen is een rechtsdraaiende superhelix, ongeveer 300 nm lang en 1,5 nm breed, gevormd uit drie dergelijke polypeptideketens. De aanwezigheid van glycine, dat geen aminozuurresidu bezit, zorgt ervoor dat de drie polypeptideketens elkaar voldoende kunnen naderen en met elkaar intermoleculaire interacties, voornamelijk waterstofbruggen, kunnen aangaan. De afwezigheid van cysteïne zorgt ervoor dat er geen disulfidebruggen worden gevormd.
De tropocollageenhelices associëren met elkaar tot collageenvezels van 20 tot 200 nm breed.

## Gevolgen van inefficiënt collageen
De correcte vorming van de drievoudige spiraalstructuur hangt sterk af van het (post-translationeel) hydroxyleren van de proline. Het hydroxylase-enzym dat hiervoor verantwoordelijk is, gebruikt vitamine C als co-enzym om Fe3+ te reduceren tot Fe2+. Tekort aan vitamine C leidt tot inefficiënte hydroxylatie en de gevormde collageenvezels zijn bijgevolg minder stabiel. Ze dissociëren al vanaf 20°C. Dit leidt in extreme gevallen tot scheurbuik, een ziekte die vroeger vaak voorkwam bij ongevarieerde voeding.

## Typen en voorkomen
Collageen komt in verschillende typen voor.
| type | voorkomen |
| ---- | --- |
| I    | huid, botten, bindweefsel, pezen, ligamenten, fascie, bloedvaten, kraakbeen |
| II   | tussenwervelschijven, ribben, neus, strottenhoofd, luchtpijp, luchtpijpvertakking |
| III  | huid, synovia, bloedvaten, snel groeiende weefsels zoals bij wondreparatie, maar wordt daarna grotendeels vervangen door type I |
| IV   | basale membraan: filtratiemembranen en capillairen |
| V    | meestal naast type I |
| VI   | meestal naast type I |
| VII  | epitheelweefsel: urinewegen, geslachtsorganen |
| VIII | bloedvaten |
| IX   | naast type II |
| X    | naast type II |
| XI   | naast type II |
| XII  | vaak naast type I en III |
| XVII | speelt een belangrijke rol bij de integriteit van hemidesmosomen en bij de hechting van keratinocyten aan het onderliggende basaal membraan; bevordert de invasie van extravilleuze trofoblasten tijdens de ontwikkeling van de placenta. Ziekten: bulleus pemfigoïd, epidermolysis bullosa junctionalis |

## Cosmetische toepassing
Alle soorten collageen worden in cosmetische producten verwerkt. Rundercollageen en viscollageen worden hiervoor het meest gebruikt. Omdat het zo goed weefsel bindt en gemakkelijk te gebruiken is als opvulling van de huid, wordt collageen ook veel in de plastische chirurgie gebruikt. Collageen wordt in shampoo gebruikt om het haar voller te laten lijken, het vormt een laag om het haar.

### Niet-menselijk collageen
Viscollageen
Viscollageen is het meest verwant aan het type dat voorkomt in de menselijke huid. Dit type collageen wordt in de cosmetica veelvuldig toegepast omwille van de hydraterende eigenschappen.
Rundercollageen
Rundercollageen heeft nagenoeg dezelfde eigenschappen. Het collageen wordt sinds het uitbreken van BSE, de gekkekoeienziekte, minder toegepast vanwege het idee dat de ziekte via injecties met rundercollageen kan worden overgebracht.
Varkenscollageen
Sinds enige jaren wordt ook varkenscollageen toegepast bij cosmetische rimpelbehandeling. Hierbij bestaat geen probleem met BSE-besmetting.
Plantencollageen
Plantencollageen verschilt het meest met dat van de mens. Het wordt in sommige cosmetische producten gebruikt om de huid een beschermende laag te geven.